# 细枝盐爪爪
细枝盐爪爪（学名：Kalidium gracile）为苋科盐爪爪属的植物。分布在蒙古以及中国大陆的甘肃、陕西、宁夏、青海、新疆、内蒙古等地，生长于海拔2,520米的地区，多生于芨芨草滩、河谷碱地或盐湖边，目前尚未由人工引种栽培。

## 别名
碱柴